# Gonoporomiris mirificus
Gonoporomiris mirificus är en insektsart som först beskrevs av William Lucas Distant 1893.  Gonoporomiris mirificus ingår i släktet Gonoporomiris och familjen ängsskinnbaggar. Inga underarter finns listade i Catalogue of Life.